# بلس (رود)
رودخانه بلس (به انگلیسی: Blees) رودخانهای است که در لوکزامبورگ جریان دارد.